# Liste de films français sortis en 2008
Listes de films français
- 2004
- 2005
- 2006
- 2007
- 2008
- 2009
- 2010
- 2011
- 2012

Liste non exhaustive de films français sortis en 2008.

## 2008
| Titre                                 | Réalisateur                           | Acteurs                                                  | Genre                            |
| ------------------------------------- | ------------------------------------- | -------------------------------------------------------- | -------------------------------- |
| Astérix et Obélix aux Jeux Olympiques | Frédéric Forestier et Thomas Langmann | Clovis Cornillac, Gérard Depardieu, Benoît Poelvoorde    | Comédie                          |
| Banlieue 13 : Ultimatum               | Patrick Alessandrin                   | David Belle, Cyril Raffaelli                             | Action                           |
| La Belle Personne                     | Christophe Honoré                     | Léa Seydoux, Louis Garrel                                | Comédie dramatique               |
| Bienvenue chez les Ch'tis             | Dany Boon                             | Dany Boon, Kad Merad                                     | Comédie                          |
| Des poupées et des anges              | Nora Hamdi                            | Leïla Bekhti, Karina Testa, Samy Naceri                  |                                  |
| Deux jours à tuer                     | Jean Becker                           | Albert Dupontel, Marie-Josée Croze                       | Drame                            |
| Disco                                 | Fabien Onteniente                     | Franck Dubosc, Emmanuelle Béart                          |                                  |
| L'Emmerdeur                           | Francis Veber                         | Patrick Timsit, Richard Berry                            | Comédie                          |
| Enfin veuve                           | Isabelle Mergault                     | Michèle Laroque, Jacques Gamblin                         | Comédie dramatique               |
| Entre les murs                        | Laurent Cantet                        | Laurent Cantet, François Bégaudeau                       | Comédie dramatique               |
| Faubourg 36                           | Christophe Barratier                  | Gérard Jugnot, Clovis Cornillac                          | Comédie dramatique, film musical |
| La Guerre des miss                    | Patrice Leconte                       | Benoît Poelvoorde, Olivia Bonamy                         | Comédie                          |
| J'ai toujours rêvé d'être un gangster | Samuel Benchetrit                     | Anna Mouglalis, Édouard Baer, Jean Rochefort             |                                  |
| Lady Jane                             | Robert Guédiguian                     | Ariane Ascaride, Jean-Pierre Darroussin                  | Drame, policier                  |
| Martyrs                               | Pascal Laugier                        | Morjana Alaoui, Mylène Jampanoï                          | Horreur                          |
| Passe-passe                           | Tonie Marshall                        | Nathalie Baye, Édouard Baer                              | Comédie                          |
| Les Plages d'Agnès                    | Agnès Varda                           | Agnès Varda, Yolande Moreau                              | Documentaire, film biographique  |
| Le Premier Jour du reste de ta vie    | Rémi Bezançon                         | Jacques Gamblin, Zabou Breitman                          | Comédie dramatique               |
| Le Premier venu                       | Jacques Doillon                       | Clémentine Beaugrand, Gérald Thomassin                   |                                  |
| Paris                                 | Cédric Klapisch                       | Juliette Binoche, Romain Duris, Fabrice Luchini          | Comédie dramatique, Film choral  |
| Un conte de Noël                      | Arnaud Desplechin                     | Catherine Deneuve, Jean-Paul Roussillon, Mathieu Amalric | Drame                            |